# 神経管閉鎖障害
神経管閉鎖障害（しんけいかんへいさしょうがい、neural tube defects、NTD）は、ヒトの発生の初期から脊椎または頭蓋骨の開口部が残る一軍の先天性欠損症である。発生第3週に、胚の背側にある特殊な細胞が形を変えて神経管を形成し始める。神経管が完全に閉じない場合、神経管閉鎖障害が発生する。
具体的には、脊椎に影響を与える二分脊椎症 spina bifida、脳がほとんどない無脳症 anencephaly、頭蓋骨に影響を与える脳瘤（脳ヘルニア）encephalocele、重度の頸部の問題を引き起こす後頭孔脳脱出 iniencephaly が含まる 。
神経管閉鎖障害は、最も一般的な先天性欠損症の1つであり、世界中で毎年30万人以上の出生児が罹患している。
たとえば、二分脊椎症は米国で年間約1500人の出生児が罹患しており、千出生当たり 0.35人に相当する 。これは、葉酸強化開始前の千出生当たりあたり0.5人より低い値である。神経管閉鎖障害による米国での年間の死亡者数も、葉酸強化開始の前後で、1200人から840人に減少した 。

## タイプ
神経管閉鎖障害には開放型と閉鎖型があり、開放型の方が多い。開放型の神経管閉鎖障害は、頭蓋骨や脊椎の欠損により、出生時に脳や脊髄が露出している場合に発生する。開放型の神経管閉鎖障害には、無脳症、脳瘤、水無脳症、、裂脳症、二分脊椎が含まれる。閉鎖型の神経管閉鎖障害は、脊椎欠損が皮膚で覆われている場合に発生する。

### 無脳症 Anencephaly
無脳症とは、神経管の最前端が閉じないことによる重度の神経管欠損症であり、発生23日目〜26日目に発生する。脳（前脳の主要部分）と頭蓋骨の大部分が欠失し、盲目、難聴、頭蓋顔面異常を示す。大脳が機能しないため、児は意識をもつことができない。

### 脳瘤（脳ヘルニア）Encephalocele
脳瘤（脳ヘルニア）は、頭蓋骨から脳が嚢状に突出し、膜で覆われている。脳瘤は場所とそれが引き起こす欠陥のタイプによって分類される。サブタイプには、後頭脳瘤、カーニバルボールトの脳瘤、および鼻脳瘤（前頭エスモイド脳瘤および基底脳瘤）が含まれ、すべての脳瘤の約80％が後頭領域で発生する。脳瘤はしばしば明白であり、すぐに診断される。鼻と額の小さな脳瘤が検出されないことがある。

### 水無脳症 Hydranencephaly
水無脳症は、大脳半球が欠損し、代わりに脳脊髄液の嚢で満たされている状態。水無脳症は先天的だが、症状が出るのは出生後しばらくしてからである。水無脳症の新生児は、飲み込み、泣き、眠ることができ、頭囲は体の大きさ相応である。しかし、数週間後、筋緊張が亢進して過敏になる。数ヶ月後、脳が脳脊髄液（水頭症）で満たされるようになると、視覚、聴覚、成長、学習に関して問題を起こし始める。脳の一部が欠損し、脳脊髄液の量が増えることで、発作、痙攣、体温調節異常、呼吸障害、消化障害を引き起こす可能性がある。脳内の脳脊髄液が多くなることで、頭囲が拡大する  。
水無脳症の原因は明らかではない。水無脳症は、神経系の損傷または神経系の異常な発達の結果である。神経管は妊娠6週目に閉じ、水無脳症は妊娠のこれらの週に発症する。
水無脳症の原因は次のとおり。
- 頸動脈の閉塞：一部の研究者は、頸動脈の閉塞が脳の発達不足/発達なしにつながると考えている
- 遺伝的な状態
- 感染症：妊娠中、女性は子宮に感染症を発症し、神経管に問題を引き起こす可能性がある
- 環境毒素：妊娠中、女性は乳児の健康に影響を与える可能性のある環境毒素にさらされる可能性がある

### 後頭孔脳脱出 Iniencephaly
後頭孔脳脱出はまれな神経管閉鎖障害であり、脊椎への頭の極端な屈曲を引き起こします。出生前の超音波検査で診断可能だが、出生前に診断されていなくても、頭が後ろに曲がって顔が上を向いているため、出生直後に診断される。通常、首はない。顔の皮膚は胸に、頭皮は背中の上部に接続する。

### 二分脊椎症 Spina bifida
二分脊椎症は嚢胞性二分脊椎と潜在性二分脊椎に分けられる。
- 嚢胞性二分脊椎症には髄膜瘤と脊髄髄膜瘤がある。髄膜瘤は脊髄膜の脊柱管開口部からのヘルニアを呈する。髄膜脊髄瘤はより重症で、髄膜に加えて脊髄の脊柱管開口部からのヘルニアを呈する[10]。
- 潜在性二分脊椎症は隠れた二分脊椎を意味する[11]。髄膜の脊柱管開口部からのヘルニアはみられない[10] [12]。

## 原因

### 葉酸欠乏症
妊娠中の葉酸（ビタミンB9）とビタミンB12のレベルが不十分であると、神経管閉鎖障害のリスクが高まることがわかっている 。両方とも同じバイオパスウェイの一部だが、葉酸欠乏症の方がはるかに頻度が高い 。
初期のヒト胚は、葉酸欠乏症に対して特に脆弱である可能性があると考えられている。分化に必要な細胞骨格の翻訳後メチル化の失敗は、神経管閉鎖不全症に関係している。ビタミンB12は葉酸バイオパスウェイの重要な受容体でもあり、ビタミンB12の欠乏が神経管閉鎖障害のリスクにも寄与することが示されている。葉酸補給が生物学的に利用可能な葉酸の血清レベルを増加させるという証拠がある 。葉酸が豊富な食事（350μg/日）は、低レベルの葉酸摂取（250μg/日）と同じくらい血漿葉酸の増加を示す。しかし、葉酸強化だけが神経管閉鎖障害を減らすことが分かった。2012年のシステマティック・レビューで、葉酸の補給が癌のリスクを増やすといった証拠はみられなかった。
神経管閉鎖障害、葉酸欠乏症、さまざまな緯度の人間集団内の皮膚の色素沈着の違いの間の関係を示す研究がある。紫外線などの環境因子に関しては、紫外線によって葉酸が光分解され、ヒトだけでなく他の両生類種の神経管閉鎖障害のに関係していることが示されている。紫外線への曝露が年間にわたって多い熱帯地域に住む人間集団では、紫外線からの保護が不可欠である。メラニンは、入ってくる紫外線を分散させる光学フィルターとして、または危険な光化学生成物を安定させるフリーラジカルとして機能する。複数の研究により、ネイティブアメリカンまたはアフリカ系アメリカ人における葉酸光分解に対する防御としての高度にメラニン化した外皮は、一般にNTDの発生率の低下と相関していることが示されている 。

### 遺伝的欠陥
Bruno Reversadeらは、ヒトにおけるNUAK2キナーゼの不活性化が無脳症を引き起こすと報告した。この致命的な先天性欠損症は、 HIPPOシグナル伝達障害の結果として生じると考えられている。TRIM36などの他の遺伝子も、ヒトの無脳症に関連する。

### 遺伝子と環境の相互作用
葉酸欠乏そのものが神経管閉鎖不全症を引き起こすわけではない。神経管閉鎖不全症の減少と葉酸補給の間に見られる関連性は、C677Tメチレンテトラヒドロ葉酸還元酵素（MTHFR）変異体によって引き起こされる脆弱性などの遺伝子と環境の相互作用によるものである。妊娠中に葉酸を補給すると、この他の方法では非臨床的な突然変異を悪化する状態にさらさないことにより、神経管閉鎖障害の有病率が低下します。他の潜在的な原因には、葉酸代謝拮抗剤（メトトレキサートなど）、汚染されたコーンミール中のマイコトキシン、ヒ素、発達初期の高体温、および放射線が含まれる可能性がある  。母体の肥満も神経管閉鎖障害の危険因子であることがわかっている。母親の喫煙と間接喫煙への母親の曝露の両方が、子孫の神経管欠損のリスクを高めたことが報告されている。妊娠中の喫煙は、神経管閉鎖不全症のリスクを高める可能性がある。正常な葉酸代謝および葉酸に関連するメチル化に関連する細胞プロセスのいくつかの側面への干渉によって作用する可能性がある。

### その他
葉酸の補給が神経管閉鎖障害の有病率を約70％減少させることから、30％が別の機序によるものと推定される。葉酸非感受性神経管閉鎖障害の候補である神経管閉鎖不全症関連遺伝子が複数存在する。メッケル症候群や三倍体症候群など、葉酸代謝とは無関係に神経管閉鎖不全症を呈する症候群もある。

## 診断
神経管閉鎖不全症の検査には、超音波検査と母体血清α-フェトプロテイン（MSAFP）の測定が含まれる。神経管閉鎖障害の一次スクリーニングツールとして妊娠中期の超音波が推奨され、二次スクリーニングツールとしてMSAFPが推奨される。羊水α-フェトプロテイン（AFAFP）および羊水アセチルコリンエステラーゼ（AFAChE）検査も、超音波スクリーニングが陽性リスクを示しているかどうかを確認するために使用される。妊娠16〜18週で測定されたMSAFPの上昇は神経管閉鎖障害の優れた予測因子だが、この検査の偽陽性率は非常に高い。超音波検査による検出はオペレーターの訓練と機器の品質に左右されるものの、ルーチンの超音波検査とMSAFPスクリーニングを組み合わせることで最高の検出率を示す 。

## 予防
妊娠前および妊娠中に十分な葉酸濃度を維持することによって、神経管閉鎖不全症の発生率が低下することが示されている。これは、食事からの摂取とと葉酸のサプリメントによって達成される。
1996年、アメリカ食品医薬品局は、パン、シリアル、小麦粉、その他の穀物製品に葉酸を添加することを義務づける規制を発表した。カナダでも、1998年までに特定の穀物製品を葉酸で強化することが義務付けられた。受精後の最初の4週間（ほとんどの人が妊娠していることにさえ気づいていない時期）は、神経胚形成過程を適切に動作させるために十分な葉酸の摂取が不可欠である。妊娠する可能性がある人は、深刻な先天異常のリスクを減らすため、葉酸を多く含む食品を食べることに加え、葉酸で強化された食品を食べるか、サプリメントを摂取することが推奨される  。
カナダでは、特定の食品に葉酸の強化を義務づけることで、神経管閉鎖障害の発生率を46％減少することが示された。しかし、通常の食事には妊娠に必要な要件を充分に摂取できないため、妊娠を希望する場合、葉酸の豊富な食事だけに頼ることは推奨されない 。妊娠する能力のあるすべての人は、毎日400µgの葉酸を摂取することが推奨されている 。カナダのガイドラインでは、神経管閉鎖障害の既往歴、分娩歴、家族歴がある、葉酸の吸収を妨げうる薬剤（抗けいれん薬、メトホルミン、スルファサラジン、トリアムテレン、トリメトプリムなど）を内服している、などのリスクがある場合には、葉酸を高用量の葉酸摂取を推奨している。すべての推奨用量とリスク評価は、資格のある医療従事者の助言を得て行う。

## 治療
神経管閉鎖障害の治療は、合併症の重症度によって異なる。無脳症には治療法がなく、通常、児は数時間以上生存することができない。積極的な外科的治療により、二分脊椎や脊髄瘤の児の生存率と機能が改善された。手術の成功は、脳ヘルニアの程度に左右される。神経管閉鎖障害の治療の目標は、その人の最高レベルの機能と自立の達成である。在胎26週未満の胎児手術は、アーノルド・キアリ奇形が減少するなどの効果が期待されているが、母児ともにリスクが高く、確認バイアスによるものではないかと疑問視されている。さらに、この手術は神経管閉鎖障害の全ての問題を解決するものではない。組織工学と幹細胞治療も研究されているが、ヒトへの応用には至っていない。

## 疫学

2012年の100万人あたりの神経管欠損による死亡

神経管閉鎖障害により、2010年には世界で71,000人が死亡した。低所得国での頻度は不明である。
出生前診断を含めた技術の進歩により、中絶される児が増えたことが報告された。有病率を計算するほとんどの研究には、中絶と流産からのデータは含まれておらず、中絶によって見かけの有病率が低下した可能性もある。

神経管閉鎖障害には、母親の年齢（高齢または非常に若年）、肥満（BMI > 29）、社会経済的地位など、多くの母体因子が関与する。